# Paraíba do Sul Futebol Clube
Paraíba do Sul Futebol Clube é uma agremiação esportiva da cidade de Paraíba do Sul, no estado do Rio de Janeiro, fundada a 17 de março de 2005.

## História

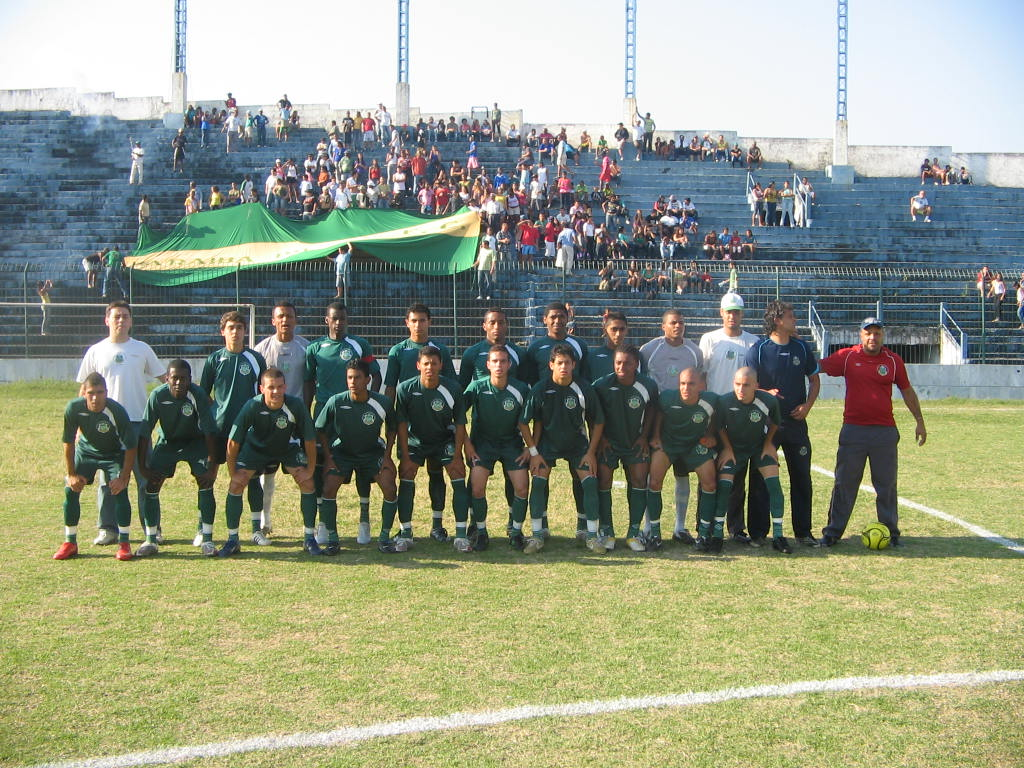
Equipe campeã em 2008 de Juniores.

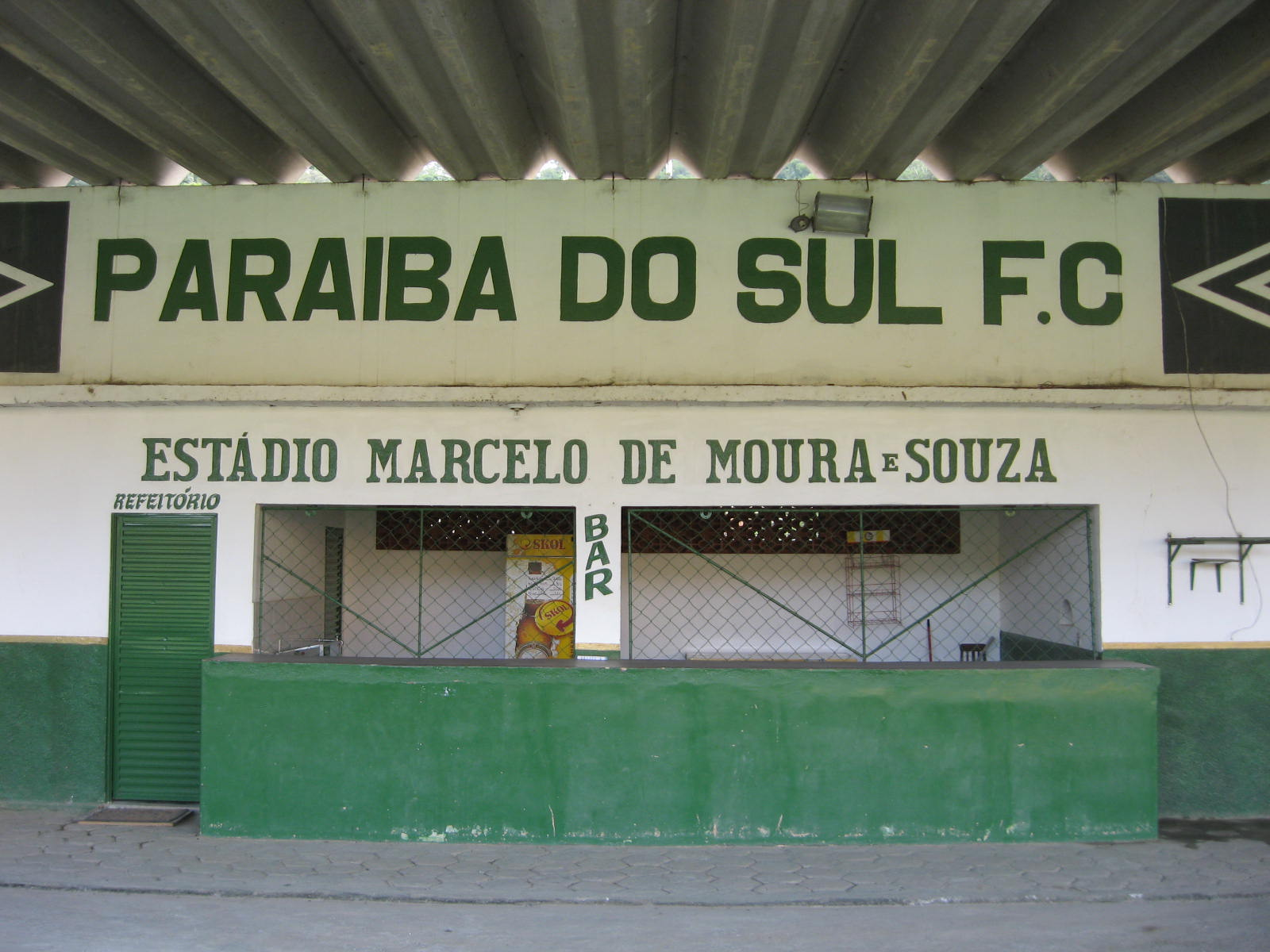
Marcelo de Moura e Souza

Estreia na 3° divisão de Profissionais em 2005, mesmo ano de sua criação. Se classifica para a segunda fase da competição em terceiro lugar sendo superado apenas pelo Esporte Clube Miguel Couto e Profute Futebol Clube, ficando à frente de Rubro Social Esporte Clube, Artsul Futebol Clube, Associação Atlética Colúmbia e o lanterna Futuro Bem Próximo Atlético Clube. Nas quartas-de-final acaba eliminado pelo Esporte Clube Tigres do Brasil.
Em 2006, é precocemente eliminado na primeira fase ao ficar em último em sua chave, sendo superado por Resende Futebol Clube, Grande Rio Bréscia Clube e Esporte Clube Resende, que se classificam.
Em 2007, se classifica como líder na primeira fase do certame, deixando para trás Sendas Pão de Açúcar Esporte Clube e Esporte Clube Rio São Paulo, que também se classificam, além dos eliminados Futuro Bem Próximo Atlético Clube e Centro de Futebol Miguel de Vassouras Sociedade Esportiva, que são eliminados. Na segunda fase se classifica em primeiro, em sua chave, juntamente com o segundo colocado, Clube Atlético Castelo Branco. Canto do Rio Football Club e Esporte Clube Rio São Paulo são eliminados. Na terceira fase se classifica em segundo, atrás somente do Aperibeense Futebol Clube. O Esporte Clube Italva foi eliminado, ao perder 3 pontos pela utilização de um atleta em condição irregular. O outro que ficou fora foi o São João da Barra Futebol Clube. Finalmente nas semifinais é eliminado em jogos de ida e volta para o futuro campeão daquele ano, o Sendas Pão de Açúcar Esporte Clube. O Aperibeense Futebol Clube seria o outro finalista ao bater o Quissamã Futebol Clube nas penalidades.
Em 2008, se sagra campeão da Terceira Divisão, categoria de Juniores. Na categoria profissional o clube se classifica em terceiro em sua chave na primeira fase, sendo superado por Barra Mansa Futebol Clube e Fênix 2005 Futebol Clube, mas ultrapassando Campo Grande Atlético Clube e Semeando Cidadania Futebol Clube, que são eliminados.
Em 2009, joga a Terceira Divisão da categoria Juniores e Profissional. Seu estádio é o Marcelo de Moura e Souza, de capacidade para 2.200 lugares. Falece o presidente José Rubem Pontes de Souza (Rubinho) e seu irmão Romildo assume o comando. Atualmente os filhos de Rubinho, Rômulo Pontes Souza e Ramon Pontes Souza, visitam o clube frequentemente.

## Estatísticas

### Participações
| Competição                      | Temporadas | Melhor campanha    | Estreia | Última | P | R |
| ------------------------------- | ---------- | ------------------ | ------- | ------ | - | - |
| Campeonato Carioca - 2° divisão | 1          | ?º colocado (2006) | 2006    | 2006   | – | – |
| Campeonato Carioca - 3° divisão | 4          | 3º colocado (2007) | 2005    | 2009   | – | – |
| Campeonato Carioca - 4° divisão | 2          | 6º colocado (2017) | 2017    | 2019   | – |   |